# Championnat de Formule Tasmane 1968
Navigation
1967 1969
Le Championnat de Formule Tasmane 1968 est la 5e édition du championnat de Formule Tasmane, un championnat automobile se déroulant en Australie et en Nouvelle-Zélande. 

## Résultats

### Courses
| Pays             | Pays | Name                                | Circuit          | Date       | Vainqueur     | Voiture          | Écurie                   | Résumé |
| ---------------- | ---- | ----------------------------------- | ---------------- | ---------- | ------------- | ---------------- | ------------------------ | ------ |
| Nouvelle-Zélande | 1    | Grand Prix de Nouvelle-Zélande      | Pukekohe         | 6 janvier  | Chris Amon    | Ferrari 246T     | C.Amon                   | Résumé |
| Nouvelle-Zélande | 2    | Coupe International de Levin        | Levin            | 13 janvier | Chris Amon    | Ferrari 246T     | C.Amon                   | Résumé |
| Nouvelle-Zélande | 3    | Trophée Lady Wigram                 | Wigram           | 20 janvier | Jim Clark     | Lotus 49T        | Team Lotus               | Résumé |
| Nouvelle-Zélande | 4    | Coupe International de Teretonga    | Teretonga Park   | 27 janvier | Bruce McLaren | BRM P126         | Owen Racing Organisation | Résumé |
| Australie        | 5    | Surfers Paradise 100                | Surfers Paradise | 11 février | Jim Clark     | Lotus 49T        | Team Lotus               | Résumé |
| Australie        | 6    | Coupe International de Warwick Farm | Warwick Farm     | 18 février | Jim Clark     | Lotus 49T        | Team Lotus               | Résumé |
| Australie        | 7    | Grand Prix d'Australie              | Sandown          | 25 février | Jim Clark     | Lotus 49T        | Team Lotus               | Résumé |
| Australie        | 8    | South Pacific Trophy                | Longford         | 4 mars     | Piers Courage | McLaren M4A (en) | P.Courage                | Résumé |

### Classement
| Pos | Pilote                     | Voiture                       | Puk | Lev | Wig | Ter | Sur | War | San | Lon | Pts |
| --- | -------------------------- | ----------------------------- | --- | --- | --- | --- | --- | --- | --- | --- | --- |
| 1   | Jim Clark                  | Lotus 49T Cosworth            | Ret | Ret | 1   | 2   | 1   | 1   | 1   | 5   | 44  |
| 2   | Chris Amon                 | Ferrari 246T                  | 1   | 1   | 2   | 4   | Ret | 4   | 2   | 7   | 36  |
| 3   | Piers Courage              | McLaren M4A (en) Cosworth     | 3   | 2   | 4   | 5   | 3   | 3   | 5   | 1   | 34  |
| 4   | Graham Hill                | Lotus 49T Cosworth            |     |     |     |     | 2   | 2   | 3   | 6   | 17  |
| =   | Frank Gardner              | Brabham BT23D Alfa Romeo      | 2   | Ret | Ret | 3   | 9   | Ret | 4   | 3   | 17  |
| 6   | Bruce McLaren              | BRM P126                      | Ret | Ret | 5   | 1   |     |     |     |     | 11  |
| 7   | Pedro Rodríguez de la Vega | BRM P126 BRM P261             | Ret | Ret | 6   | Ret | 10  | 6   | Ret | 2   | 8   |
| =   | Denny Hulme                | Brabham BT23 (en) Cosworth    |     |     | 3   | 6   | 6   | 5   | 9   | DNS | 8   |
| 9   | Jim Palmer                 | McLaren M4A (en) Cosworth     | 4   | 3   | 7   | 8   |     |     |     |     | 3   |
| 10  | Richard Attwood            | BRM P126                      |     |     |     |     | Ret | Ret | 6   | 4   | 4   |
| 11  | Leo Geoghegan              | Lotus 39 Repco                |     |     |     |     | 4   | Ret | 7   | DNS | 3   |
| =   | Roly Levis                 | Brabham BT18 Ford             | 8   | 4   | 8   | 10  |     |     |     |     | 3   |
| 13  | Kevin Bartlett             | Brabham BT11A Coventry Climax |     |     |     |     | 5   | Ret | 8   | DNS | 2   |
| =   | Red Dawson                 | Brabham BT7A Coventry Climax  | Ret | 5   | 9   | DNS |     |     |     |     | 2   |
| =   | Paul Bolton                | Brabham BT22 Coventry Climax  | 5   | Ret | Ret |     |     |     |     |     | 2   |
| 16  | Graeme Lawrence            | Brabham BT18 Ford             | 6   | 9   | Ret | 9   |     |     |     |     | 1   |
| =   | Bill Stone                 | Brabham BT6 Ford              | 10  | 6   | 10  | Ret |     |     |     |     | 0   |
| —   | Bryan Faloon               | Brabham BT4 Coventry Climax   | 7   | 7   | 13  | DNS |     |     |     |     | 0   |
| —   | David Oxton                | Brabham BT16 Ford             | Ret | 10  | Ret | 7   |     |     |     |     | 0   |
| —   | Glyn Scott                 | Lotus 27 Ford                 |     |     |     |     | 7   | 10  |     |     | 0   |
| —   | Jack Brabham               | Brabham BT21E Repco           |     |     |     |     | 7   | Ret |     |     | 0   |
| —   | John Harvey                | Brabham BT11A Coventry Climax |     |     |     |     |     | Ret | Ret | 8   | 0   |
| —   | Frank Radisich             | Lotus 22 Ford                 |     | 8   |     | DNS |     |     |     |     | 0   |
| —   | Malcolm Aldred             | Lotus 22 Ford                 |     |     |     |     | 8   |     |     |     | 0   |
| —   | Alfredo Costanzo           | Elfin Mono Ford               |     |     |     |     |     | 8   |     |     | 0   |
| —   | John Nicholson             | Lotus 27 Ford                 | 9   |     |     | DNS |     |     |     |     | 0   |
| —   | Ian Ferguson               | Lotus 27 Ford                 |     |     |     |     |     | 9   |     |     | 0   |
| —   | John McCormack             | Brabham BT4 Coventry Climax   |     |     |     |     |     |     |     | 9   | 0   |
| —   | Ken Smith                  | Lotus 41 Ford                 | 12  | DNS | 11  | Ret |     |     |     |     | 0   |
| —   | Don MacDonald              | Brabham BT10 Ford             | 11  |     | 12  | DNQ |     |     |     |     | 0   |
| —   | Graham McRae               | Brabham BT6 Ford              |     | Ret | 14  | Ret |     |     |     |     | 0   |
| —   | Peter Yock                 | Lotus 33 BRM                  | Ret | Ret | DNQ | Ret |     |     |     |     | 0   |
| —   | Vince Anderson             | Brabham BT11A Coventry Climax | Ret |     |     |     |     |     |     |     | 0   |
| —   | Grahame Harvey             | Brabham BT6 Ford              |     |     |     | Ret |     |     |     |     | 0   |
| —   | Greg Cusack                | Brabham BT23 (en) Repco       |     |     |     |     | Ret | Ret | Ret | DNS | 0   |
| —   | Brian Page                 | Brabham BT6 Ford              |     |     |     |     | Ret | Ret |     |     | 0   |
| —   | Max Stewart                | Rennmax Ford                  |     |     |     |     |     | Ret |     |     | 0   |
| —   | Fred Gibson                | Brabham Coventry Climax       |     |     |     |     |     | Ret |     |     | 0   |
| —   | Mel McEwin                 | Lotus 32B Coventry Climax     |     |     |     |     |     |     |     | Ret | 0   |
| —   | Tony Batchelor             | Brabham BT6 Ford              |     |     |     | DNS |     |     |     |     | 0   |
| Pos | Pilote                     | Voiture                       | Puk | Lev | Wig | Ter | Sur | War | San | Lon | Pts |

Légende
- Abd : N'a pas terminé la course.
- Dép : N'a pas pris le départ.
- Qua : Ne s'est pas qualifié.

| Position | 1 | 2 | 3 | 4 | 5 | 6 |
| -------- | - | - | - | - | - | - |
| Points   | 9 | 6 | 4 | 3 | 2 | 1 |